# 巴燕遗址
巴燕遗址，位于中国青海省化隆县巴燕镇前台村，为第二批青海省文物保护单位，公布日期为1957年12月13日，类型为古遗址。
巴燕遗址的历史年代为卡约文化。